# Rashid Mubarak
Rashid Mubarak es un deportista bareiní que compitió en taekwondo. Ganó una medalla de plata en el Campeonato Asiático de Taekwondo de 1984, en la categoría de –68 kg.

## Palmarés internacional
| Campeonato Asiático | Campeonato Asiático | Campeonato Asiático | Campeonato Asiático |
| Año                 | Lugar               | Medalla             | Categoría           |
| ------------------- | ------------------- | ------------------- | ------------------- |
| 1984                | Manila (Filipinas)  | Medalla de plata    | –68 kg              |